# Casnigo
Casnigo – miejscowość i gmina we Włoszech, w regionie Lombardia, w prowincji Bergamo.
Według danych na styczeń 2009 gminę zamieszkiwało 3311 osób przy gęstości zaludnienia 245,6 os./1 km².